# Asesinato de Norma Penjerek
Norma Mirta Penjerek (1946-1962) fue una estudiante de colegio secundario desaparecida en 1962.
La tarde del 29 de mayo de 1962, Norma Penjerek, una adolescente de 16 años, salió de su clase de inglés particular en dirección a su casa, a unas 20 cuadras de allí. Jamás llegó.
En los meses siguientes se desplegó un operativo policial sin precedentes para hallarla. La búsqueda pareció culminar con el hallazgo de un cuerpo femenino en un terreno baldío, el cual parecía corresponder a la muchacha desaparecida. Fue declarado oficialmente como el cadáver de Norma Mirta Penjerek y sepultado en el cementerio judío de La Tablada. 

## El día de la desaparición
Norma Mirta Penjerek, apodada 'Pipí', era la única hija de Enrique Penjerek, empleado municipal y Clara Breitman, enfermera.
Los Penjerek eran una familia de clase media, de origen judío. Vivían sobre la avenida Juan Bautista Alberdi al 3252, en el límite de los barrios Flores y Floresta, en la ciudad de Buenos Aires. 
Norma era una chica tímida y callada, de 1,55 m de estatura, que cursaba el quinto año del secundario en el, por entonces, Liceo de Señoritas N° 12 y planeaba estudiar odontología. Su vida era la de cualquier joven de su edad, en aquella época, que admiraba a Elvis Presley. En sus ratos libres escribía poesías, de vez en cuando iba al cine con alguna amiga del colegio y visitaba a una prima en Lomas de Zamora.
Aquel martes 29 de mayo de 1962 fue particularmente frío. Por la mañana, el térmómetro había marcado 0,1 °C bajo cero. Para empeorar las cosas, no había colectivos. La CGT había decretado un paro general; razones de sobra para que Norma desistiera de concurrir a su clase particular de inglés, en casa de la profesora Perla Stazauer de Priellitansky. Norma volvió del colegio, almorzó, hojeó alguna revista y, pese a la insistencia de su madre para que no lo hiciera, a las cinco y media de la tarde salió a la calle, rumbo a su clase particular, en la avenida Boyacá 420, a 17 cuadras de distancia. 
La señorita Perla la notó esa tarde un tanto distraída, como preocupada por algo. Al menos eso es lo que recordaría con posterioridad a la desaparición. La clase comenzó a las siete y diez, y terminó a las ocho menos cuarto. De allí salió rumbo a su casa. Un trayecto, a pie, de unos 20 o 25 minutos.
A las nueve de la noche, Norma aún no había llegado. Su madre, preocupada, comenzó a llamar a sus conocidos. Nadie la había visto. Llamó a la mejor amiga de Norma, Aída Robles. Tampoco la había visto.
Cerca de la medianoche, Enrique Penjerek concurrió a la comisaría 40.ª a denunciar la desaparición de su hija.
Se revisaron todos los hospitales y clínicas de la ciudad, y se descartó la posibilidad de un accidente.
Diez días después, los Penjerek publicaron una solicitada con la fotografía de Norma, pidiendo información sobre su paradero. Hubo de todo. Gente bien intencionada, aunque equivocada. Pero, también, pervertidos, mitómanos, oportunistas, etc. Uno de ellos pidió 2.000 pesos por la información que poseía. Se comprobó que no poseía ninguna, y quedó detenido por tentativa de extorsión.

## El hallazgo
El domingo 15 de julio, siete semanas después de la desaparición, un perro correteaba por unos terrenos baldíos, en la ciudad de Llavallol, al sudoeste de la ciudad de Buenos Aires. Los terrenos pertenecían al Instituto Fitotécnico de la Universidad Nacional de La Plata, y eran utilizados para experimentar cultivos. De pronto, el animal comenzó a olfatear con insistencia entre el barro. Su dueño, un guardián del Instituto, se acercó y echó una mirada. Parecían los dedos de una mano. El hombre llamó a la policía. Agentes de la comisaría de Llavallol se presentaron de inmediato. Lo que desenterraron resultó ser el cadáver, semidesnudo de una mujer en avanzado estado de descomposición. El cadáver sólo tenía puesto la bombacha y un pañuelo alrededor del cuello.
Los primeros pasos fueron sumamente torpes. No se interrogó al guardia, ni se cercó la zona, que fue descuidadamente pisoteada. Cerca del cuerpo se encontraron algunas prendas de vestir. Un pulóver marrón, una enagua celeste, y un corpiño.
La primera autopsia y el examen médico forense determinaron que se trataba de una joven de unos veinte años de edad y 1,65 de estatura. Había sido estrangulada con un alambre, y le habían seccionado la vena cava superior con un instrumento cortante.
Casi tres meses después de la desaparición de Norma, el 22 de agosto, los forenses hicieron una segunda autopsia. Ésta reveló que la muerte se había producido entre el 4 y el 8 de julio, lo cual no parecía corresponderse con el avanzado estado de descomposición en que había sido hallado el cuerpo el 15 de julio.
En este segundo examen pudo extraerse una única huella dactilar: la del dedo anular de la mano izquierda. Se la comparó con la ficha dactiloscópica de Norma Penjerek. Se encontraron 18 puntos de coincidencia. Muchos más de los que la ciencia de identificación dactiloscópica considera suficientes para una correcta identificación.
El odontólogo de Norma Penjerek, Dr. Marcelo Maneffa, con consultorio en el barrio de Floresta, reconoció la dentadura del cadáver como perteneciente a Norma Penjerek. Myriam, una prima de Norma, reconoció el pañuelo alrededor del cuello como un regalo que ella le había hecho.
Con estos elementos, los restos fueron oficialmente atribuidos a Norma Mirta Penjerek. El 25 de agosto el cuerpo fue entregado a los padres.
Norma Mirta Penjerek fue sepultada en el Cementerio Israelita de La Tablada (fila 3, manzana 45) en medio de una nutrida concurrencia

## Sospechas sobre Pedro Vecchio
Rápidamente, no habiendo novedades importantes, el caso fue perdiendo espacio en los medios, hasta desparecer. Todo parecía indicar que el caso de Norma Penjerek pasaría a ser uno de tantos homicidios sin solución cometidos en Buenos Aires. Sin embargo, el 15 de julio de 1963, exactamente un año después del macabro hallazgo, María Sisti, una prostituta de 23 años, fue detenida por la Brigada Moralidad en la terminal de trenes de Constitución. No era la primera vez que la mujer era detenida mientras ejercía su oficio, y llevada a la Comisaría. Pero en esta oportunidad tenía algo para decir. Interrogada a fondo por el comisario Jorge Colotto, de la Policía Federal, y por el subinspector Vodeb y el subcomisario Toledo, ambos de Llavallol, María Sisti dijo saber que conocía al asesino de Norma Penjerek.
Pedro Vecchio era el dueño de La Preferida, una zapatería de damas en la ciudad de Florencio Varela, en el conurbano bonaerense. Pedro Vecchio tenía 47 años, era viudo, y tenía dos hijas. Su reputación era intachable. Acababa de ser electo concejal por la Unión Vecinal, partido del dirigente peronista Juan Carlos Fonrouge, hermano de mi madre Maria Dolores Fonrouge de Saguier, nunca fue peronista. Según declaró Sisti, Pedro Vecchio y Laura Muzzio de Villano —esta última, dueña de una boutique a pocos metros del negocio de Vecchio—(, dirigían una organización de trata de blancas, que organizaba fiestas para adinerados ciudadanos y políticos influyentes. Solían tener lugar en un chalet llamado Los Eucaliptos, en una localidad llamada Bosques, en el sur bonaerense. Sisti había participado de una de dichas orgías. Allí había visto a varias chicas. Entre ellas, a Norma Mirta Penjerek). La justicia se expidio oportunamente demostrando la falsedad de las acusaciones de María Mabel Sisti.
(La socia de Vecchio en el infame negocio, Laura Villano, sindicada como “madama”, fue detenida, y al parecer acabó confesando. Tres prostitutas que habían participado de dichas fiestas fueron detenidas y también confirmaron la especie. Allanada la finca, los peritos aseguraron que unas letras trazadas en la pared del chalet coincidían con la escritura de Norma Mirta Penjerek.
Según esta versión, aquel 29 de mayo de 1962, Pedro Vecchio y unos cómplices habían salido a conseguir "carne fresca" para sus clientes. Habían levantado a Norma Mirta Penjerek y, tras drogarla, la habían llevado al chalet Los Eucaliptos. Allí, entre otras cosas, le habían tomado fotografías. Pero Norma Mirta Penjerek se había resistido a seguir participando de la fiesta. Imposibilitado de conseguir su colaboración, Pedro Vecchio la acuchilló y la estranguló, luego escondió el cadáver en el sótano del chalet. Cuando el cuerpo comenzó a descomponerse y a echar hedor, fue llevado al terreno baldío de Llavallol, donde finalmente había sido encontrada.
No había rastros de Pedro Vecchio, quien parecía haberse dado a la fuga. Sin embargo, el 23 de septiembre se presentó espontáneamente a la policía, alegando su inocencia. Según sus palabras, jamás había visto a Norma Mirta Penjerek.
En realidad comenzó asi el caso del Fotógrafo Fernandez , Pedro Vecchio, y Laura mussio de Villano:
Bien temprano Pedro Vecchio se encontraba abriendo su negocio en la esquina de la calle España y Sellares de Florencio Varela, cuando escucho gritos pidiendo auxilio de Laura Mussio de Villano quien tenia su negocio de Mercería muy próximo sobre la misma cuadra sobre la calle España.  El Fotógrafo Fernandez, cuyo laboratorio y negocio también estaba sobre la mima calle y a pocos metros se encontraba forzando a Laura con el objetivo de violarla.
Sin perdida de tiempo Pedro Vecchio intervino en defensa de Laura Mussio de Vilano y hecho violentamente al fotógrafo que desde ese momento comenzó a planear una serie de denuncias contra Pedro Vecchio, presentando fotografías falsas, hechos que quedaron debidamente archivado en la comisaria  y Juzgado de Florencio Varela.
Además del negocio de Zapatería, Pedro tenia un taxi, con el que todos los Domingos llevaba a misa a la familia de mi tio Juan Carlos Fonrouge, en el que en varias oportunidades participe durante mis frecuentes visitas.
Tanto Juan Carlos Fonrouge, mi madre María Dolores su hermana, y su primo hermano Emilio J Hardoy Forouge, Todos se criaron en Lomas de Zamora y con una orientcion netamente conservadora por varias generaciones. 

## Tratamiento peiodístico
Cuando comenzó el caso PENJEREK posteriormente a las primeras acusaciones del fotógrafo Fernandez contra Pedro Vecchio, apareció Maria Mabel Sisti.  29 de junio de 1963, un nuevo diario se sumó a los ya existentes en Buenos Aires: el vespertino Crónica, un diario de corte netamente popular y sensacionalista, dirigido especialmente al público de la clase obrera. En él, las noticias policiales, deportivas y del espectáculo tenían clara preeminencia sobre los temas políticos, económicos o culturales. Los comienzos de Crónica fueron poco prometedores. El poderoso vespertino La Razón, un típico diario de entretenimiento, dirigido a la clase media y caracterizado por su gran profusión gráfica, acaparaba buena parte del sector de público al que apuntaba Crónica. En los primeros meses de vida, el nuevo diario no conseguía vender más de 20.000 ejemplares. Sin embargo mediante la difusión de las novedades en el caso Penjerek, Crónica pasó rápidamente de 20.000 a más de 100.000 ejemplares de venta. Las suculentas notas sobre el caso, de perfil claramente amarillista, ayudaron al diario a ponerse a la cabeza del difícil mercado de periódicos vespertinos. Por su parte, La Razón no se quedaría atrás. La competencia entre ambos diarios transformaría la desaparición de Norma Mirta Penjerek en un caso que mantendría en vilo a la opinión pública. Publicaban notas, por ejemplo, sobre “el vampiro” Pedro Vecchio (a quien se le atribuía la posesión de un par de colmillos “como de lobo” y auténticos actos de vampirismo), y las fotografías supuestamente tomadas en el chalet Los Eucaliptos.
Así, fogoneado por los dos vespertinos de mayor circulación en el país, en aquel invierno de 1963 el caso Penjerek desató una verdadera psicosis colectiva. Buenos Aires estaba repleta de organizaciones como las del siniestro Pedro Vecchio, dispuestas a hacer dinero corrompiendo jovencitas y llevándolas a la prostitución, la pornografía y el tráfico de drogas. 
Desde todos los ámbitos de la sociedad se exigía a las autoridades una profunda e inmediata "limpieza moral". 
El tema se trató incluso en el Congreso de la Nación, se le exigieron medidas al Ministerio del Interior, y formó parte de los reclamos de la Confederación General del Trabajo de la República Argentina (CGT.
Ante esas circunstancias mi tio Juan Carlos Fonrouge invitó a los medios a una conferencia de prensa en su casa de Florencio Varela, a la que yo asistí, en la que informó de la falsedad de las acusaciones contra Pedro Vecchio, y también asistió mi madre como abogada que intervino en la defensa de los acusados. 
En sus acusaciones falsas, pero ante la necesidad de publicar mas noticias fantasiosas, los medios publicaron nuevas ampliaciones de denuncias de Maria Mabel Sisti cuyos argumentos se basaban y hasta coincidían en los personajes de la Obras Maestras del Terror del excelente actor y productor Narcizo Ibañez Menta, de pleno éxito difundidas en la TV de aquella época precisamente.

## Juicio y vida posterior
La hipótesis sobre Pedro Vecchio y su organización de trata de blancas lentamente empezó a desmoronarse. El proceso a los acusados de corromper, torturar y asesinar a Norma Mirta Penjerek se arrastró durante meses por varios juzgados. Intervinieron en total ocho magistrados. El 5 de abril de 1965, la Cámara del Crimen de la Capital Federal decretó el sobreseimiento de Pedro Vecchio, que recuperó la libertad: ni uno solo de los cargos que se le formularon pudo probarse.
Lentamente, la verdad sobre Pedro Vecchio fue saliendo a la luz.
José Luis Fernández, un fotógrafo de  Florencio Varela, odiaba a Vecchio. No le perdonaba haber apoyado y ayudado a una hija de Fernández, cuando esta, de 26 años, había abandonado el hogar paterno. Tiempo atrás, Fernández había denunciado a Vecchio como traficante de drogas, aportando unas fotografías incriminatorias, en las que se veía a Vecchio cargando un supuesto cargamento de drogas en su  camioneta. Vecchio había quedado en libertad al comprobarse que los supuestos paquetes de droga eran solo cajas de zapatos.
Ahora, María Sisti, la prostituta que había iniciado la acusación contra Pedro Vecchio, terminó confesando haber sido sobornada por Fernández para que acusara a Vecchio como el asesino de Norma Penjerek, a cambio de 50.000 pesos. 
La corrupción policial hizo su parte. Muchas de las declaraciones de Sisti y otros acusadores, se supo después, habían sido obtenidas mediante torturas e intimidaciones, lo que terminaría llevando a varios uniformados ante la Justicia.
Pedro Vecchio continuó viviendo en Florencio Varela, murió en mayo del 2007 a los 92 años.  Nunca quiso hablar del caso. Durante años atendió su zapatería La Favorita, de España y Presidente Perón. Hoy solo su hija Martha está al frente del comercio de España y Sallarés.

## La conexión Eichmann
Cuando todo parecía haberse dicho sobre la desaparición de Norma Penjerek, el caso tomó otro giro inesperado. El 23 de agosto de 1963, el desaparecido matutino El Mundo lanzó una versión sorprendente: el secuestro de Norma Penjerek habría sido una represalia de un grupo de ultraderecha por el secuestro y envío a Israel del jerarca nazi Adolf Eichmann.
Enrique Penjerek, padre de Norma, y destacado miembro de la colectividad judía porteña, habría sido el informante anónimo del grupo comando israelí que, en mayo de 1960, había llevado a cabo la Operación Garibaldi, secuestrando a Eichmann y enviándolo a Israel para su juzgamiento por crímenes contra la humanidad. La especie nunca fue confirmada.
La versión lanzada por el diario El Mundo a través de Bernardo Neustadt, fantasiosa o no, dice que para evitar represalias, el Mosad habría trasladado a Norma a Israel donde vivió varios años en un kibutz y murió a mediados de los noventa.

## Misterio sobre la identidad del cuerpo
No hay certeza que el cuerpo hallado en aquel descampado en Llavallol, el mismo que permanece sepultado en la fila 3, manzana 45, del cementerio de La Tablada sea el de Penjerek. Aunque la huella dactilar y la dentadura así parecieron  demostrarlo, algunas inconsistencias son significativas. Las tres prendas halladas junto al cadáver —un pulóver marrón, una enagua celeste y un corpiño— no pertenecían a Norma Penjerek. Esta, el día de su desaparición, llevaba una pollera gris tableada y un blazer azul.
De acuerdo a las autopsias, el cadáver correspondía a una mujer de 20 años y 1,65 m de estatura. Norma Penjerek tenía 16 años y medía 1,54 m.
Cabe agregar que los padres de la jovencita concurrieron en su momento a la morgue de La Plata. Lo que vieron no les recordó en absoluto a su hija desaparecida. A punto tal, que visitaron rutinariamente la supuesta tumba de su hija durante algunos años, y en algún momento dejaron de hacerlo.
El caso quedaría finalmente sin solución. Norma Mirta Penjerek nunca apareció. 
Algunos investigadores han esbozado, incluso, la posibilidad de un suicidio de la jovencita, como consecuencia de una desilusión amorosa. Años después, a fines de los años 1970, la causa fue cerrada definitivamente.
Norma era única hija. Los Penjerek, por su parte, continuaron viviendo en Buenos Aires, y murieron en 1985 y 1989, respectivamente. Ambos están enterrados en el cementerio de La Tablada, al lado de los restos que nunca se sabrá a ciencia cierta si son o no los de su hija Norma. 
También murieron todos sus tíos. Los familiares más directos que quedaron son cinco primos hermanos. Uno vive en Estados Unidos, otro en Canadá, un tercero en Israel y los dos restantes en Argentina. Chacho Penjerek, nacido en 1953, es el menor. Vive en Hurlingham.  El hombre está obsesionado por la verdad, aunque nunca conoció a la víctima, lleva su sangre y apellido.